# Wesley (Dominica)
Wesley è una città della Dominica, capoluogo della parrocchia di Saint Andrew.